# Sc Heerenveen in het seizoen 2007/08 (vrouwen)
Het seizoen 2007/2008 is het 1e jaar in het bestaan van de Heerenveense vrouwenvoetbalclub sc Heerenveen. De club kwam uit in de Eredivisie en heeft deelgenomen aan het toernooi om de KNVB beker.

## Wedstrijdstatistieken

### Eredivisie
|       | AZ    | Willem II | FC Utrecht | ADO Den Haag | FC Twente |
| ----- | ----- | --------- | ---------- | ------------ | --------- |
| Thuis | 0 – 1 | 0 – 5     | 0 – 1      | 1 – 2        | 0 – 2     |
| Uit   | 4 – 0 | 3 – 0     | 4 – 1      | 1 – 1        | 2 – 3     |
|       |       |           |            |              |           |
| Thuis | 1 – 0 | 1 – 1     | 0 – 3      | 1 – 2        | 0 – 2     |
| Uit   | 2 – 1 | 5 – 2     | 0 – 0      | 0 – 0        | 0 – 0     |

### KNVB beker
| 2e ronde                                  | sc Heerenveen      | 3 – 0 Walk over       | RKTSV                                                        |  |
| Plaats: Heerenveen Sportpark Skoatterwâld |                    | RKTSV trok zich terug |                                                              |  |
| Achtste finale                            | sc Heerenveen      | 1 – 0 (0 – 0)         | S.V. Fortuna Wormerveer                                      |  |
| Plaats: Heerenveen Sportpark Skoatterwâld | 53' Brenda Eefting |                       |                                                              |  |
| Kwartfinale                               | sc Heerenveen      | 1 – 3 (0 – 0)         | FC Twente                                                    |  |
| Plaats: Heerenveen Sportpark Skoatterwâld | 60' Sherida Spitse |                       | 86' Jessica Torny 90' Jessica Torny 90+2' Marieke van Ottele |  |

## Statistieken sc Heerenveen 2007/2008

### Eindstand sc Heerenveen Vrouwen in de Eredivisie 2007 / 2008
| Stand | Gespeeld | Gewonnen | Gelijk | Verloren | Punten | Doelpunten voor | Doelpunten tegen | Gele kaarten | Rode kaarten |
| ----- | -------- | -------- | ------ | -------- | ------ | --------------- | ---------------- | ------------ | ------------ |
| 6e    | 20       | 2        | 5      | 13       | 11     | 12              | 40               | –            | –            |

### Topscorers
| #      | Naam           | Goal |
| ------ | -------------- | ---- |
| 1.     | Sherida Spitse | 3    |
| –      | Onbekend       | 9    |
| Totaal | Totaal         | 12   |

| #      | Naam           | Goal |
| ------ | -------------- | ---- |
| 1.     | Brenda Eefting | 1    |
| 1.     | Sherida Spitse | 1    |
| Totaal | Totaal         | 2    |